# Annuario Pontificio
Annuario Pontificio (AnPont, AnnPont) ist das in italienischer Sprache erscheinende Päpstliche Jahrbuch, eine Art Staatskalender.

## Geschichte
Das Annuario Pontificio erscheint jährlich seit 1860. Von 1872 bis 1911 lautete der Titel La Gerarchia cattolica, la capella e la famiglia pontificie („Die katholische Hierarchie, die päpstliche Kapelle und die päpstliche Familie“) bzw. ab 1889 La Gerarchia cattolica, la famiglia e la capella pontificia („Die katholische Hierarchie, die päpstliche Familie und die päpstliche Kapelle“).
Als Vorläufer erschienen von 1716 bis 1859 bei wechselnden Verlagen die Notizie bzw. Notizie Pontificie (NotPont).

## Inhalt
Das Jahrbuch enthält unter anderem:
- eine aktuelle Liste der Päpste
- den Status des Kardinalskollegiums und der römischen Kurie
- ein vollständiges Verzeichnis aller Diözesen und anderen Territorien der katholischen Kirche (inklusive Index der offiziellen Territorialbezeichnungen)
- ein Verzeichnis der Ordensinstitute
- eine Übersicht über die Päpstlichen Universitäten, die übrigen katholischen Hochschulen und die Theologischen Fakultäten in Trägerschaft der katholischen Kirche
- ein Personenregister
  - aller in den vorigen Teilen angeführten Personen
  - aller Träger eines päpstlichen Ehrentitels (Apostolischer Protonotar, Ehrenprälat oder Kaplan Seiner Heiligkeit)

Für die Zusammenstellung aller statistischen Angaben ist das Zentralamt für kirchliche Statistik verantwortlich. Das Buch mit seinem roten Gewebeeinband ist im Laufe der Jahre auf über 2000 Seiten (2023 z. B. 2384 Seiten) angewachsen und kann im vatikanischen Buchhandel erworben werden.

## Zitate
Die nachstehenden Zitate sind Beispiele dafür, wie in verschiedenen Medien über etliche Jahrzehnte hinweg immer wieder Funktion und Bedeutung des Annuario für eine allgemeine Leserschaft verständlich und nachvollziehbar dargestellt werden sollen.

„Jeder, selbst jeder ungetaufte Interessierte, kann … im ‚Annuario Pontificio‘ (dem ‚who is who‘ der Weltkirche) jeden Bischof samt Lebenslauf und Telefonnummer nachschlagen.“

„Das wichtigste Buch im Vatikan, das Buch der Bücher im Kirchenstaat, wiegt mit 1320 Gramm schwerer als die meisten Bibeln, hat mehr Seiten – nämlich 2397 – und ist ein Wunderwerk an Präzision und Vollkommenheit. … Es ist das ‚Annuario Pontificio‘, das … Kompendium des Vatikans, zugleich Telefonbuch, Dienststellenverzeichnis, Chronik, statistisches Jahrbuch, kuriale Gebrauchsanweisung und offizielles ‚Who is Who‘ … Das Werk ist für 65 Euro bei der Vatikanischen Verlagsbuchhandlung zu erhalten und ist in kardinalrotes Leinen gebunden, mit Lesebändchen und goldenem Wappen auf dem Einband.
Hier drin sind alle wichtigen Adressen, Telefonnummern und E-Mail-Adressen aufgeführt. Der handliche Wälzer beginnt mit einem unterzeichneten Tiefdruckfoto des Papstes und endet mit der kokettierenden Aufforderung, etwaig notwendige Korrekturen dem Staatssekretariat mitzuteilen. Selbstverständlich kommt das praktisch nie vor. Immerhin gibt es das Buch schon eine Weile. Die Erstauflage war 1716. Damals hatte die römische Druckerfamilie Cracas die Idee, ein Jahrbuch herauszugeben, in dem die ehrwürdigsten Exponenten der katholischen Hierarchie aufgelistet waren.“

„Wer indes geglaubt hatte, mit der Namenswahl des Heiligen Vaters [Johannes XXIII.] und der offiziellen Ausmerzung des mittelalterlichen Gegenpapstes seien alle Numerierungsprobleme der Papst-Geschichte gelöst, mußte sich durch das jüngst herausgegebene ‚Päpstliche Jahrbuch für das Jahr 1961‘ ("Annuario Pontificio") eines Besseren belehren lassen.
Dieses Buch weist nicht 22, sondern nur 20 echte Vorgänger des jetzigen Papstes auf, die sich des Namens Johannes bedient haben:
- Johannes XVI. (997 bis 998) wird lediglich als Gegenpapst aufgeführt, und einen
- Johannes XX. hat es nie gegeben; denn auf Johannes XIX. (1024 bis 1032) folgte ein Johannes XXI. (1276 bis 1277).

Schon frühere Jahrbücher hatten auf diese Numerierungsschwierigkeiten in der Johannes-Reihe hingewiesen. […]
Genaugenommen wäre der jetzige Heilige Vater erst der 21. Johannes. Im Vatikan bezweifelt man allerdings, daß … die Rechenfehler seiner Namensvorgänger korrigiert werden.
Gegen eine solche Korrektur spricht vor allem, daß die Jahrbuch-Redakteure nur ungern an ihrer Papst-Folge rütteln lassen und sich meist erst nach Jahrhunderten zu Änderungen bereit finden.
Im Jahrbuch von 1946 wurde beispielsweise noch ein Kletus als dritter Papst genannt (78 bis 90). Als fünften Papst führte dieses Jahrbuch einen Anakletus (100 bis 112) auf. Das ‚Annuario‘ von 1947 vereinte jedoch beide Päpste zu einer Person: Der dritte Papst hieß nun je nach Wunsch Anakletus oder Kletus und thronte von 76 bis 88 auf dem Heiligen Stuhl.
Ein ähnliches Problem lösten die Geschichtsschreiber des Vatikans jetzt für eine andere Papstreihe: Stephan II., der am 23. März 752 zum Papst gewählt worden war, aber schon drei Tage später, noch vor der Weihe, starb, wurde aus der Stephan-Reihe gestrichen, weil zu jenen Zeiten nicht die Wahl, sondern erst der Amtsantritt für die Papstnachfolge maßgebend war. Die Päpste der Neuzeit hingegen werden – darüber sind sich ‚Annuario‘-Redakteure und Historiker einig – bereits am Tage ihrer Wahl in die Liste der Nachfolger Petri eingereiht.“

„Weniger gefügig gab sich der Vatikan lange Jahre, wenn es darum ging, Grenzen anzuerkennen: Die römische Zentrale notierte die ehemals deutschen Ostgebiete in ihrem offiziellen ‚Päpstlichen Jahrbuch‘ unter den deutschen Diözesen.
Aber auch das änderte sich, seit der Papst im vergangenen Jahr den fünf Bischöfen der Bundesrepublik, deren Diözesangebiete in die DDR hineinragen, die Jurisdiktion über deren DDR-Teile entzog. Die in diesen Gebieten eingesetzten bischöflichen Kommissare unterstellte er direkt dem Vatikan, indem er sie zu Apostolischen Administratoren ernannte.
Im ‚Päpstlichen Jahrbuch 1974‘ sind die Änderungen nachzulesen: Die Apostolischen Administratoren Heinrich Theissing (Schwerin) und Johannes Braun (Magdeburg), die jeweils die ostdeutschen Teile der westdeutschen Bistümer Osnabrück und Paderborn verwalten, werden ohne jeden Bezug nur unter ihren Titularsitzen Mina und Puzia di Bizacena aufgeführt: Unter Paderborn oder Osnabrück fehlt jeder Hinweis.
Ähnlich wird der Apostolische Administrator von Erfurt und Meiningen, Hugo Aufderbeck, nicht mehr, wie noch im Vorjahr, als Weihbischof von Fulda genannt. Auch der Bischof von Meißen, Gerhard Schaffran, wirkt nicht mehr, wie im ‚Annuario Pontificio 1973‘, in Deutschland, sondern in der DDR. Die theologische Fakultät Wrocław (Breslau) stand bereits im letzten ‚Annuario‘ unter Polen, ebenso das Bistum Gdansk (Danzig).“

## Jüngste Ausgabe
- Segreteria di Stato (Hrsg.): Annuario Pontificio, Ausgabe 2023. Libreria Editrice Vaticana, Città del Vaticano, ISBN 978-88-266-0797-9.